# Campeonato del mundo junior de waterpolo femenino
El Campeonato del mundo junior de waterpolo femenino es la máxima competición de waterpolo femenino para selecciones en la categoría sub-20. Está organizada por la FINA.

## Historial
| N.º  | Año  | Sede               | Oro            | Plata          | Bronce         |
| ---- | ---- | ------------------ | -------------- | -------------- | -------------- |
| XVI  | 2025 | Salvador           | Estados Unidos | España         | Grecia         |
| XV   | 2023 | Coímbra            | Hungría        | España         | Países Bajos   |
| XIV  | 2021 | Netanya            | España         | Grecia         | Hungría        |
| XIII | 2019 | Funchal            | Rusia          | Países Bajos   | Italia         |
| XII  | 2017 | Volos              | Rusia          | Grecia         | Países Bajos   |
| XI   | 2015 | Volos              | Estados Unidos | España         | Rusia          |
| X    | 2013 | Volos              | Estados Unidos | España         | Grecia         |
| IX   | 2011 | Trieste            | España         | Hungría        | Australia      |
| VIII | 2009 | Khanty-Mansiysk    | Rusia          | Países Bajos   | Estados Unidos |
| VII  | 2007 | Oporto             | Australia      | China          | Hungría        |
| VI   | 2005 | Perth              | Estados Unidos | Rusia          | Australia      |
| V    | 2003 | Calgary            | Canadá         | Estados Unidos | España         |
| IV   | 2001 | Perth              | Estados Unidos | Australia      | Rusia          |
| III  | 1999 | Mesina             | Australia      | Canadá         | Hungría        |
| II   | 1997 | Praga              | Grecia         | Australia      | Estados Unidos |
| I    | 1995 | Sainte-Foy, Quebec | Países Bajos   | Australia      | Estados Unidos |

## Palmarés
| Núm. | País           | Oro | Plata | Bronce | Total |
| ---- | -------------- | --- | ----- | ------ | ----- |
| 1    | Estados Unidos | 5   | 1     | 3      | 9     |
| 2    | España         | 2   | 4     | 1      | 7     |
| 3    | Australia      | 2   | 3     | 2      | 7     |
| 4    | Rusia          | 2   | 1     | 2      | 5     |
| 5    | Países Bajos   | 1   | 2     | 2      | 5     |
| 6    | Grecia         | 1   | 2     | 2      | 5     |
| 7    | Hungría        | 1   | 1     | 3      | 5     |
| 8    | Canadá         | 1   | 1     | 0      | 2     |
| 9    | China          | 0   | 1     | 0      | 1     |
| 10   | Italia         | 0   | 0     | 1      | 1     |